# Труженицкое сельское поселение
Труженицкое се́льское поселе́ние — упразднённое муниципальное образование в составе Максатихинского района Тверской области.
На территории поселения находятся 41 населенный пункт. Центр поселения — посёлок Труженик.
Образовано в 2005 году, включило в себя территории Красухинского и Труженицкого сельских округов.

## Географические данные
- Общая площадь: 275 км².
- Нахождение: северо-западная часть Максатихинского района.
  - Граничит:
    - на северо-востоке — с Лесным районом, Сорогожское СП и Медведковское СП,
    - на востоке — с Селецким СП,
    - на юге — с Ручковским СП и Малышевским СП
    - на западе — с Удомельским районом, Зареченское СП и Куровское СП.

Главная река — Молога (по восточной границе), её притоки — Кеза (с притоком Опховица), Синица. Озера Пхово, Малиновец и Сутулово.
По территории поселения проходит автодорога «Максатиха — Лесное».

## Население
По переписи 2002 года — 1129 человека (328 в Красухинском и 801 в Труженицком сельских округах), на 01.01.2008 — 1150 человек.
Национальный состав: русские и тверские карелы.

## Населенные пункты
На территории поселения находятся следующие населённые пункты:
| №  | Тип нп | Название       | Население (2008 год) |
| -- | ------ | -------------- | -------------------- |
| 1  | дер.   | Афанасово      | 12                   |
| 2  | дер.   | Волчихово      | 0                    |
| 3  | дер.   | Глебездово     | 2                    |
| 4  | дер.   | Горка          | 16                   |
| 5  | дер.   | Горшково       | 5                    |
| 6  | дер.   | Гундориха      | 0                    |
| 7  | хутор  | Деревково      | 0                    |
| 8  | дер.   | Дор            | 3                    |
| 9  | дер.   | Ермолино       | 41                   |
| 10 | хутор  | Заляжье        | 0                    |
| 11 | хутор  | Западинки      | 0                    |
| 12 | дер.   | Змеево         | 8                    |
| 13 | дер.   | Колодино       | 0                    |
| 14 | дер.   | Кондратково    | 3                    |
| 15 | дер.   | Красненькое    | 0                    |
| 16 | дер.   | Красуха        | 75                   |
| 17 | дер.   | Лощемля        | 93                   |
| 18 | дер.   | Маланьино      | 14                   |
| 19 | дер.   | Медведково     | 16                   |
| 20 | дер.   | Молчаново      | 1                    |
| 21 | дер.   | Наташино       | 4                    |
| 22 | дер.   | Ново-Дмитровка | 127                  |
| 23 | дер.   | Ново-Пхово     | 147                  |
| 24 | дер.   | Подсосенье     | 0                    |
| 25 | дер.   | Подусово       | 13                   |
| 26 | дер.   | Пономарево     | 8                    |
| 27 | хутор  | Прудовицы      | 0                    |
| 28 | дер.   | Пятницкое      | 154                  |
| 29 | дер.   | Репинка        | 7                    |
| 30 | хутор  | Ситьково       | 0                    |
| 31 | дер.   | Соснушка       | 31                   |
| 32 | дер.   | Столопово      | 19                   |
| 33 | дер.   | Сутулово       | 5                    |
| 34 | дер.   | Топальское     | 5                    |
| 35 | пос.   | Труженик       | 284                  |
| 36 | дер.   | Фомино         | 0                    |
| 37 | дер.   | Фофоново       | 9                    |
| 38 | дер.   | Хребтово       | 6                    |
| 39 | дер.   | Юренево        | 13                   |
| 40 | дер.   | Юхово          | 29                   |
| 41 | дер.   | Ямники         | 0                    |

### Бывшие населенные пункты
На территории поселения исчезли деревни Глотиха, Еловики, Кожевниково, Крутцы, Мушелядь, Озеряево, Пестово, Пичиги, Филиппково, Хмелевка, Шахолово и другие.
Деревня Слободка присоединена к посёлку Труженик.
Деревня Никиткино присоединена к деревне Маланьино.
Деревня Афонькино присоединена к деревне Репинка.

## История
В XII—XVII вв. территория поселения относилась к Бежецкой пятине Новгородской земли, где входила в Михайловский погост в Лощемле.
В XV веке присоединена к Великому княжеству Московскому.
- С XVIII века территория поселения входила:[2]
  - в 1708—1727 гг. в Санкт-Петербургскую (Ингерманляндскую 1708—1710 гг.) губернию, Новгородскую провинцию,
  - в 1727—1775 гг. в Новгородскую губернию, (с 1772 года — в Вышневолоцкий уезд),
  - в 1775—1796 гг. в Тверское наместничество, Вышневолоцкий уезд,
  - в 1796—1929 гг. в Тверскую губернию, Вышневолоцкий уезд,
  - в 1929—1935 гг. в Московскую область, Максатихинский район,
  - в 1935—1936 гг. в Калининскую область, Максатихинский район,
  - в 1936—1960 гг. в Калининскую область, Брусовский район,
  - в 1960—1990 гг. в Калининскую область, Максатихинский район,
  - с 1990 в Тверскую область, Максатихинский район.

В XIX — начале XX века деревни поселения относились к Макаровской и Столоповской волостям Вышневолоцкого уезда.
В 1940-50-е годы на территории поселения существовали 3 сельсовета (в Пономареве, Ново-Пхово и Лощемле) Брусовского района Калининской области.
Закон Тверской области от 8 октября 2014 года:

## Известные люди
В селе Топальское родился Герой Советского Союза Александр Павлович Петров.

 В селе Лощемля родился Герой Советского Союза Владимир Антонович Смирнов.
В селе Ермолино Максатихинского района Калининской области родился Федоров Василий Федорович, (1906—1965) заместитель председателя Государственного комитета по чёрной и цветной металлургии при Госплане СССР, председатель Центрального правления НТО цветной металлургии, главный редактор «Горного журнала». Василий Федорович скончался 4 марта в 1965 году в Москве.

## Достопримечательности
- Николо-Теребенская пустынь